# Cerebratulus modestus
Cerebratulus modestus är en djurart som tillhör fylumet slemmaskar, och som beskrevs av Félicien Chapuis 1886. Cerebratulus modestus ingår i släktet fläsknemertiner, och familjen Cerebratulidae. Inga underarter finns listade i Catalogue of Life.